# Hoppstädten-Weiersbach
Hoppstädten-Weiersbach è un comune di 2.756 abitanti della Renania-Palatinato, in Germania.
Appartiene al circondario (Landkreis) di Birkenfeld (targa BIR) ed è parte della comunità amministrativa (Verbandsgemeinde) di Birkenfeld.
Il territorio comunale è bagnato dal fiume Nahe, affluente diretto del Reno.